# Mimořádná opatření pro krizové stavy v Česku
V České republice existují tři druhy krizových stavů, které mohou být vyhlášeny na celorepublikové úrovni. Jde o nouzový stav, stav ohrožení státu a válečný stav. Za těchto stavů jsou státní orgány oprávněny přijímat mimořádná opatření k řešení krizových situací.

## Nouzový stav

### Vláda
Mezi mimořádná opatření, která je vláda oprávněna přijmout patří:
- na nezbytně nutnou dobu a v nezbytně nutném rozsahu omezit
  - právo na nedotknutelnost osoby a nedotknutelnost obydlí při evakuaci osoby z místa, na kterém je bezprostředně ohrožena na životě nebo zdraví
  - vlastnické a užívací právo právnických a fyzických osob k majetku z důvodu ochrany života, zdraví, majetku nebo životního prostředí, přičemž je za toto omezení poskytnuta přiměřená náhrada
  - svobodu pohybu a pobytu ve vymezeném prostoru území ohroženého nebo postiženého krizovou situací
  - právo pokojně se shromažďovat ve vymezeném prostoru území ohroženého nebo postiženého krizovou situací
  - právo provozovat podnikatelskou činnost, která by ohrožovala prováděná krizová opatření nebo narušovala, popřípadě znemožňovala jejich provádění
  - právo na stávku, pokud by tato stávka vedla k narušení, případně znemožnění záchranných a likvidačních prací
- na nezbytně nutnou dobu a v nezbytně nutném rozsahu nařídit[1]:
  - evakuaci osob a majetku z vymezeného území
  - zákaz vstupu, pobytu a pohybu osob na vymezených místech nebo území
  - ukládání pracovní povinnosti, pracovní výpomoci nebo povinnosti poskytnout věcné prostředky
  - bezodkladné provádění staveb, stavebních prací, terénních úprav nebo odstraňování staveb anebo porostů
  - povinné hlášení přechodné změny pobytu osob, kterou se rozumí opuštění místa trvalého pobytu osoby, k němuž je hlášena v místě, ze kterého byla organizovaně evakuována nebo které o své vůli opustila z důvodu ohrožení svého života nebo zdraví, pokud tato změna pobytu bude delší než 3 dny
  - přemístění osob ve vazbě nebo ve výkonu trestu odnětí svobody do jiné věznice nebo vyloučit volný pohyb těchto osob mimo věznici
  - nasazení vojáků v činné službě a jednotek požární ochrany k provádění krizových opatření
  - vykonávání péče o děti a mládež, pokud tuto péči nemohou v krizové situaci vykonávat rodiče nebo jiný zákonný zástupce
  - přednostní zásobování
    - dětských, zdravotnických nebo sociálních zařízení,
    - ozbrojených sil, bezpečnostních sborů a složek integrovaného záchranného systému
    - prvků kritické infrastruktury, a to v nezbytném rozsahu

  - zabezpečení náhradní způsob rozhodování o dávkách sociálního zabezpečení a o jejich výplatě
  - omezení vstupu na území České republiky osobám, které nejsou občany České republiky
  - omezení držení a nošení střelných zbraní a střeliva
  - zvýšenou kontrolní činnost na úseku zabezpečení skladovaných střelných zbraní, střeliva, munice, výbušnin, jaderných materiálů a zdrojů ionizujícího záření, nebezpečných chemických látek, biologických agens a geneticky modifikovaných organismů

Vláda je dále oprávněna nařídit zákaz:
- nabývání peněžních prostředků v cizí měně, cenných papírů a zaknihovaných cenných papírů, jejichž emitentem je osoba s trvalým pobytem nebo sídlem mimo území České republiky, jakož i penězi ocenitelných práv a závazků od nich odvozených, za českou měnu
- provádění veškerých plateb z České republiky do zahraničí, včetně plateb mezi poskytovateli platebních služeb a jejich pobočkami
- ukládání peněžních prostředků na účty v zahraničí
- prodej cenných papírů a zaknihovaných cenných papírů, jejichž emitentem je osoba s trvalým pobytem nebo sídlem v České republice, osobám s trvalým pobytem nebo sídlem mimo území České republiky
- přijímání úvěrů od osob s trvalým pobytem nebo sídlem mimo území České republiky
- zřizování účtů v České republice osobám s trvalým pobytem nebo sídlem mimo území České republiky a ukládání peněžních prostředků na jejich účty
- provádění veškerých plateb ze zahraničí do České republiky mezi poskytovateli platebních služeb a jejich pobočkami

### Ministerstva a jiné ústřední správní úřady
Ministerstvo zdravotnictví je v době krizového stavu oprávněno:
- zajistit nákup a distribuci potřebných léčivých přípravků, a to i neregistrovaných
- koordinovat na vyžádání kraje činnost poskytovatelů zdravotnické záchranné služby a poskytovatelů akutní lůžkové péče, kteří mají zřízen urgentní příjem anebo statut specializovaného centra, při poskytování neodkladné péče
- rozhodnout o rozsahu poskytovaných zdravotních služeb poskytovateli akutní lůžkové péče v případě zavádění regulačních opatření podle zákona o hospodářských opatřeních pro krizové stavy

Ministerstvo dopravy v době krizového stavu je oprávněno uložit provozovateli dráhy, drážní dopravy, silniční dopravy, letadel, letišť, vnitrozemské vodní dopravy a veřejných přístavů, jakož i vlastníku a provozovateli ostatních objektů, zařízení a dopravních cest sloužících dopravě povinnosti k zabezpečování dopravních potřeb.
Ministerstvo průmyslu a obchodu je v době krizového stavu oprávněno
- přijímat opatření k zachování celistvosti energetických soustav s cílem urychleného obnovení všech důležitých funkcí kritické infrastruktury v energetice
- uložit provozovateli přepravní soustavy, přenosové soustavy a distribučních soustav plynu, ropy, elektřiny a rozvodu tepelné energie, výrobci elektrické energie a tepla, výrobci primárních energetických zdrojů, jakož i vlastníku a provozovateli ostatních objektů a zařízení sloužících k zajištění energetických potřeb státu povinnosti k zabezpečování těchto energetických potřeb; jsou-li subjektem kritické infrastruktury, ukládá jim úkoly k ochraně a k neodkladné obnově kritické infrastruktury v energetice

### Hejtman
Hejtman je oprávněn nařídit:
- pracovní povinnost, pracovní výpomoc nebo poskytnutí věcného prostředku pro řešení krizové situace
- bezodkladné provádění staveb, stavebních prací, terénních úprav nebo odstraňování staveb anebo porostů za účelem zmírnění nebo odvrácení ohrožení vyplývajícího z krizové situace
- vykonávání péče o děti a mládež, pokud tuto péči nemohou za krizové situace vykonávat rodiče nebo jiný zákonný zástupce,
- přednostní zásobování dětských, zdravotnických a sociálních zařízení a ozbrojených sil, bezpečnostních sborů nebo složek integrovaného záchranného systému, podílejících se na plnění krizových opatření
- zabezpečení náhradního způsobu rozhodování o dávkách sociální péče a jejich výplatě
- hlášení přechodné změny pobytu osob
- evakuaci obyvatelstva
- zákaz vstupu, pobytu a pohybu osob na vymezeném místě nebo území

### Starosta obce s rozšířenou působností
Starosta obce s rozšířenou působností řídí a kontroluje činnosti k řešení krizových situací a činnosti ke zmírnění jejich následků. Za tímto účelem:
- zajišťuje za krizové situace provedení stanovených krizových opatření v podmínkách správního obvodu obce s rozšířenou působností; správní úřady se sídlem na území správního obvodu obce s rozšířenou působností a právnické a podnikající fyzické osoby jsou povinny stanovená krizová opatření splnit
- plní úkoly stanovené hejtmanem a orgány krizového řízení při přípravě na krizové situace a při jejich řešení
- nařizuje a organizuje evakuaci osob z ohroženého území obce
- organizuje činnost obce v podmínkách nouzového přežití obyvatelstva

## Stav ohrožení státu a válečný stav

### Prezident republiky
Za válečného stavu může prezident republiky na návrh vlády nařídit mobilizaci ozbrojených sil, tedy hromadné povolávání vojáků v záloze k výkonu mimořádné služby.

### Vláda
Za přípravu a zajišťování obrany státu odpovídá vláda, která:
- činí závěry z vojensko-politického hodnocení mezinárodních vztahů a rozhoduje o realizaci potřebných opatření k odvrácení ozbrojeného konfliktu a ke zvýšení připravenosti k obraně státu
- rozhoduje o opatřeních k účinnému fungování systému obrany státu
- rozhoduje o prioritách plnění úkolů, které souvisejí se zajišťováním obrany státu
- rozhoduje o opatřeních potřebných pro vedení války

K zajištění obrany státu se v nezbytně nutné míře omezuje svoboda pohybu a pobytu a právo pokojně se shromažďovat. Omezení svobody pohybu a pobytu spočívá v povinnosti uposlechnout:
- zákaz vstupu do vyznačených prostor
- příkaz zdržovat se v místě trvalého pobytu nebo pobývat v přikázaném místě
- zákaz vycházení z budov nebo staveb určených k ochraně obyvatel

Místní, osobní a časovou působnost a konkrétní stanovení omezení těchto lidských nařizuje vláda.

### Krajské úřady
Krajské úřady k zajišťování obrany státu:
- plánují podle rozhodnutí vlády opatření k vytvoření nezbytných podmínek pro zajištění životních potřeb obyvatel, fungování státní správy a samosprávy a zabezpečení výběrového doplnění ozbrojených sil (za stavu ohrožení státu) nebo mobilizace ozbrojených sil (za válečného stavu) a koordinují jejich realizaci
- stanovují a realizují opatření k zabezpečení mobilizace ozbrojených sil podle rozhodnutí ministerstva a plní další nezbytná opatření k obraně státu
- řídí evakuaci obyvatel a zabezpečují jejich nezbytné životní potřeby
- vedou soubornou evidenci o určených věcných prostředcích a jejich vlastnících a o fyzických osobách určených za stavu ohrožení státu a za válečného stavu k pracovní povinnosti nebo pracovní výpomoci
- určují poskytovatele zdravotních služeb k provedení lékařských prohlídek fyzických osob povolaných k plnění pracovní povinnosti a pracovní výpomoci.

### Obecní úřady obcí s rozšířenou působností
Obecní úřady obcí s rozšířenou působností k zajišťování obrany státu:
- rozhodují o určení věcných prostředků pro účely zajišťování obrany státu
- rozhodují o povolání fyzických osob, které mají trvalý pobyt v jejich obvodu k pracovním výpomocím a k pracovním povinnostem pro potřeby zajišťování obrany státu za stavu ohrožení státu a za válečného stavu
- podílejí se na evakuaci obyvatel a zabezpečení jejich nezbytných životních potřeb podle rozhodnutí krajského úřadu
- rozhodují o vyvlastnění ve zkráceném řízení za stavu ohrožení státu nebo za válečného stavu